# Mỏ đá

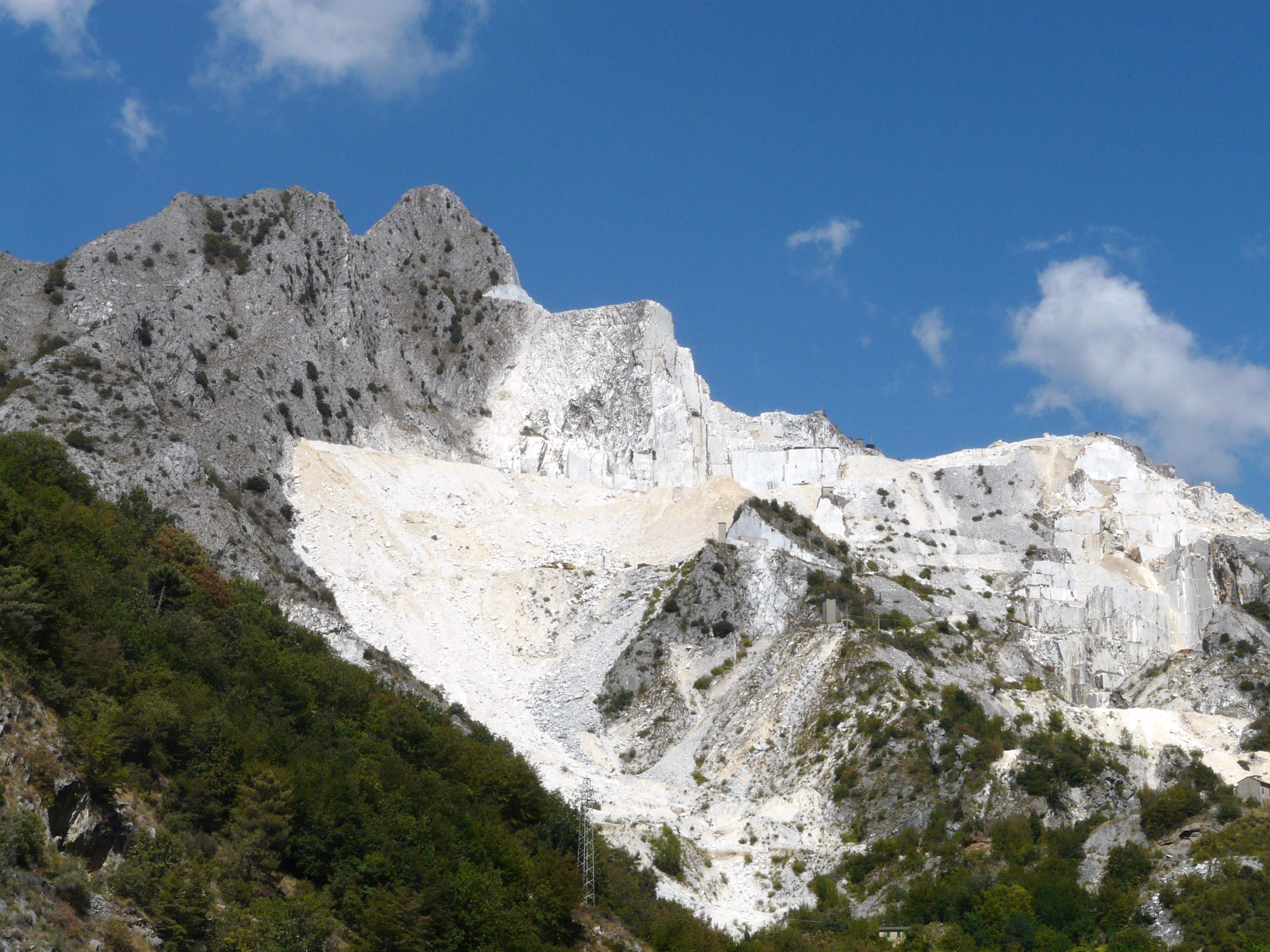
Mỏ đá Carrara ở Toscana, Ý.

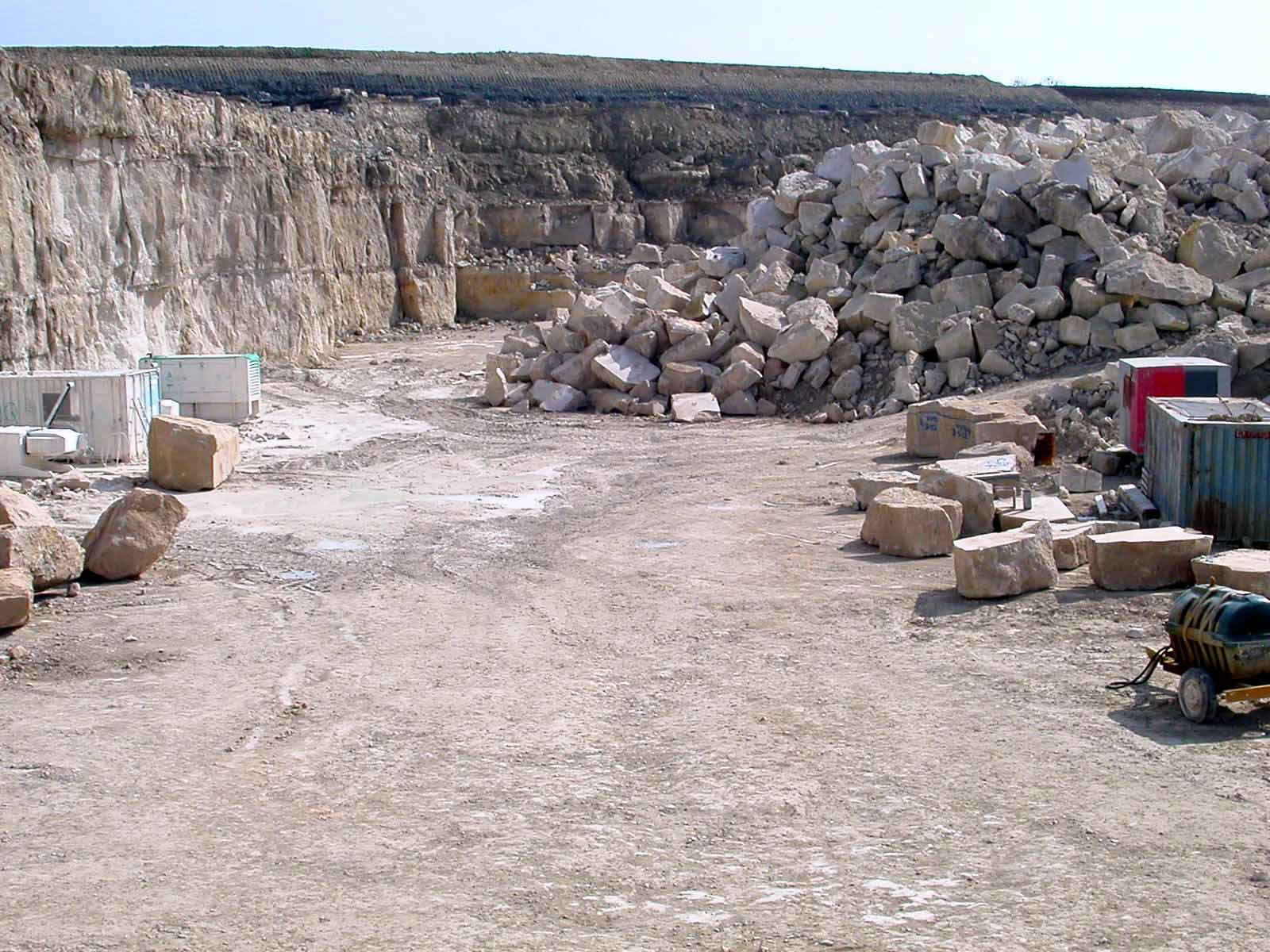
Mỏ đá Portland ở đảo Portland, Anh

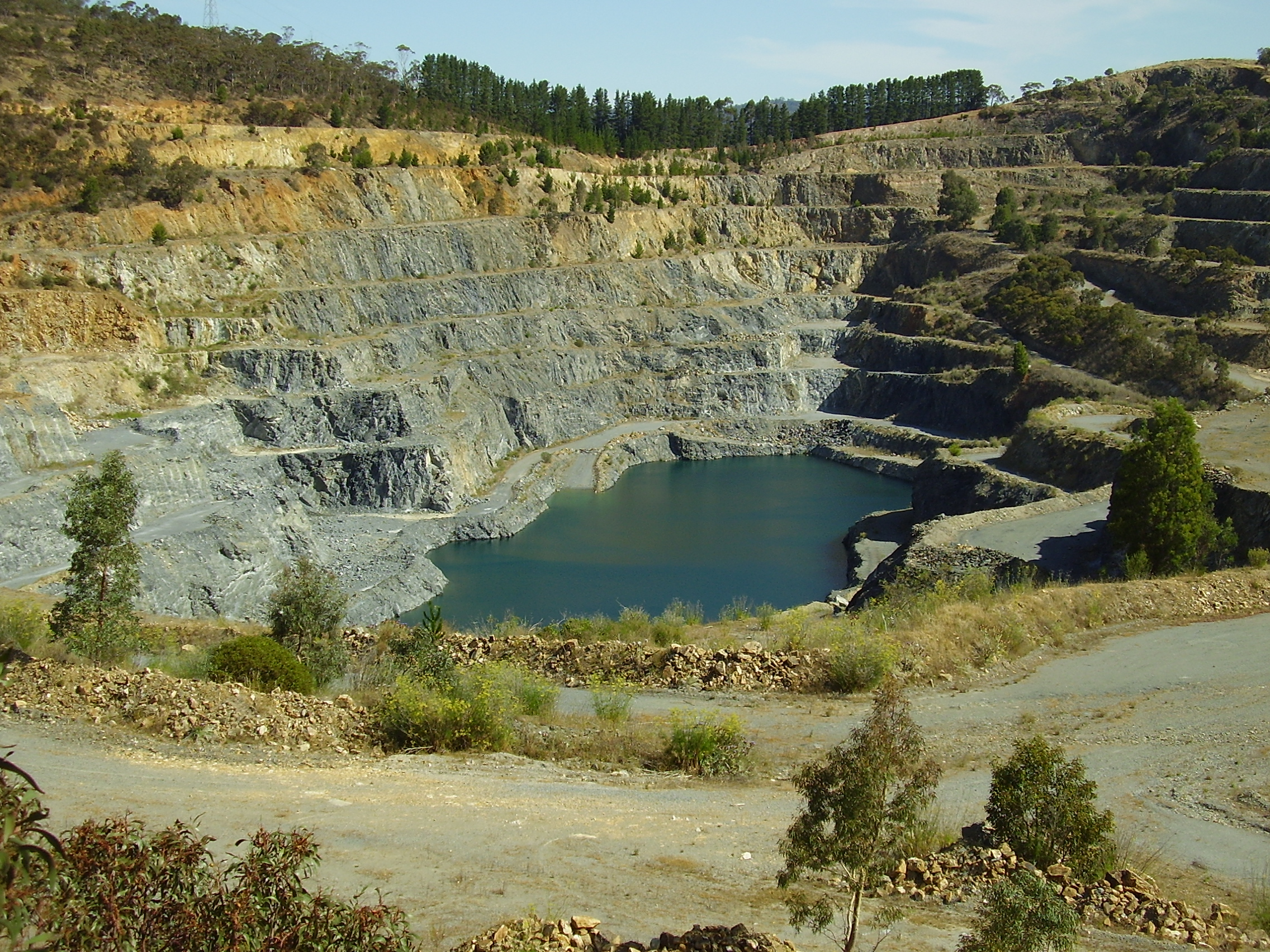
Một mỏ cốt liệu bê tông bị bỏ hoang gần Adelaide, Nam Úc

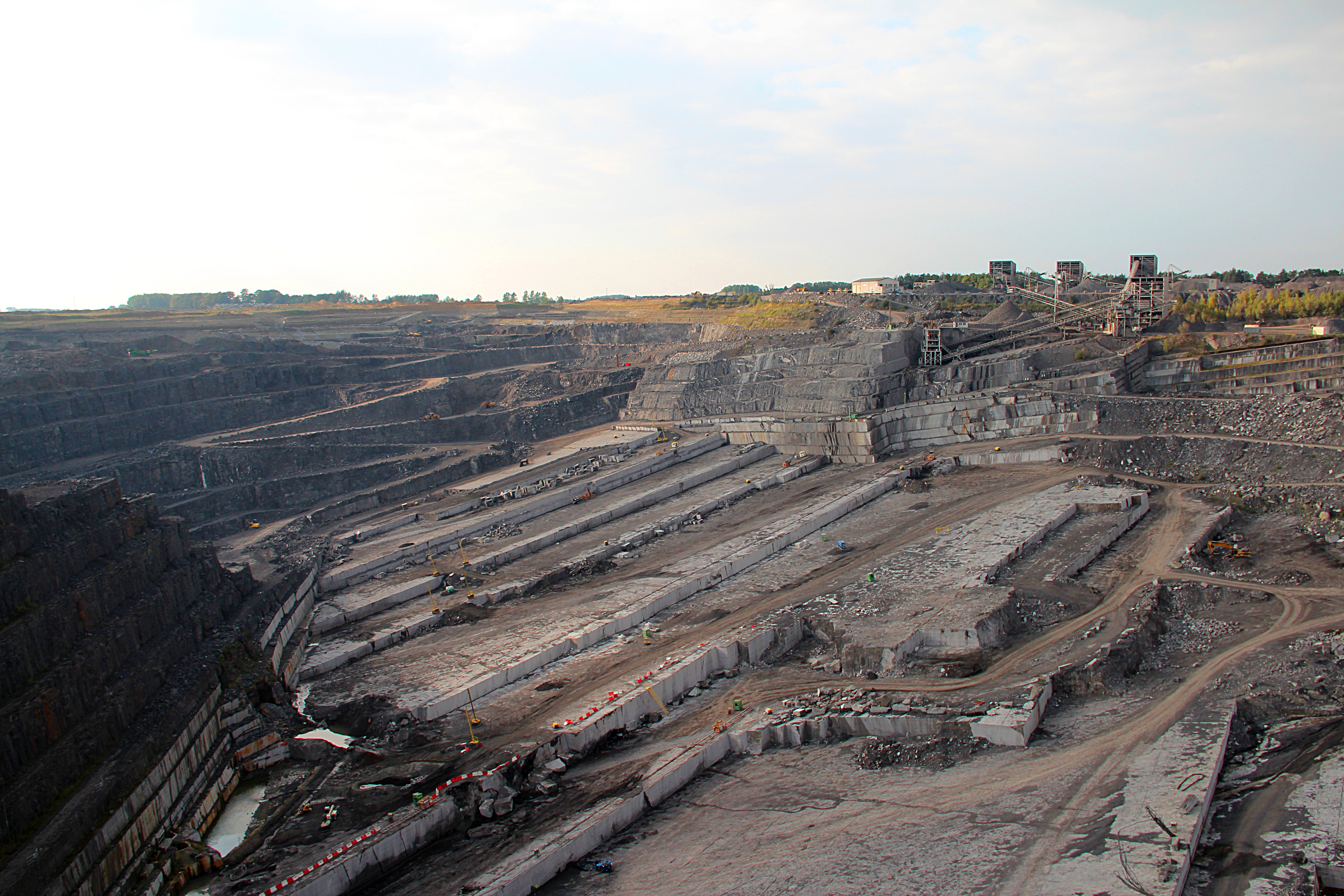
Mỏ đá ở Soignies, tỉnh Hainaut Bỉ.

Mỏ đá là nơi mà từ đó người ta khai quật đá khối, đá, cốt liệu bê tông, đá hộc, cát, sỏi, hoặc đá bảng. Một mỏ đá tương tự như một hầm mỏ lộ thiên để khai thác khoáng vật. Điều khác biệt không tầm thường giữa chúng là hầm mỏ lộ thiên thường để khai thác vật liệu xây dựng còn nơi khai thác đá khối thường được coi là mỏ đá.

## Các loại đá
Các loại đá được khai quật từ mỏ đá bao gồm:
- Đá phấn
- Kaolinit
- Cinder
- Đất sét
- Than đá
- Cốt liệu bê tông (cát và sỏi)
- Coquina
- Diabaz
- Gabro
- Đá hoa cương
- Đá grit
- Thạch cao
- Đá vôi
- Đá hoa
- Quặng
- Photphorit
- Sa thạch
- Đá bảng

## Phiến
Nhiều mỏ đá như đá hoa, granit, đá vôi và sa thạch được cắt thành phiến lớn và lấy ra từ mỏ đá. Bề mặt phiến được đánh bóng và khi hoàn thành sẽ có độ bóng và ánh khác nhau. Phiến đá đã được đánh bóng sau đó được cắt thành gạch lát hoặc đá lát mặt bàn và được lắp đặt trong nhiều hộ gia đình và những toà nhà thương mại. Đá tự nhiên khai thác từ trái đất được coi là loại sang trọng và thường có bề mặt bền, do đó được đánh giá cao.

## Các vấn đề

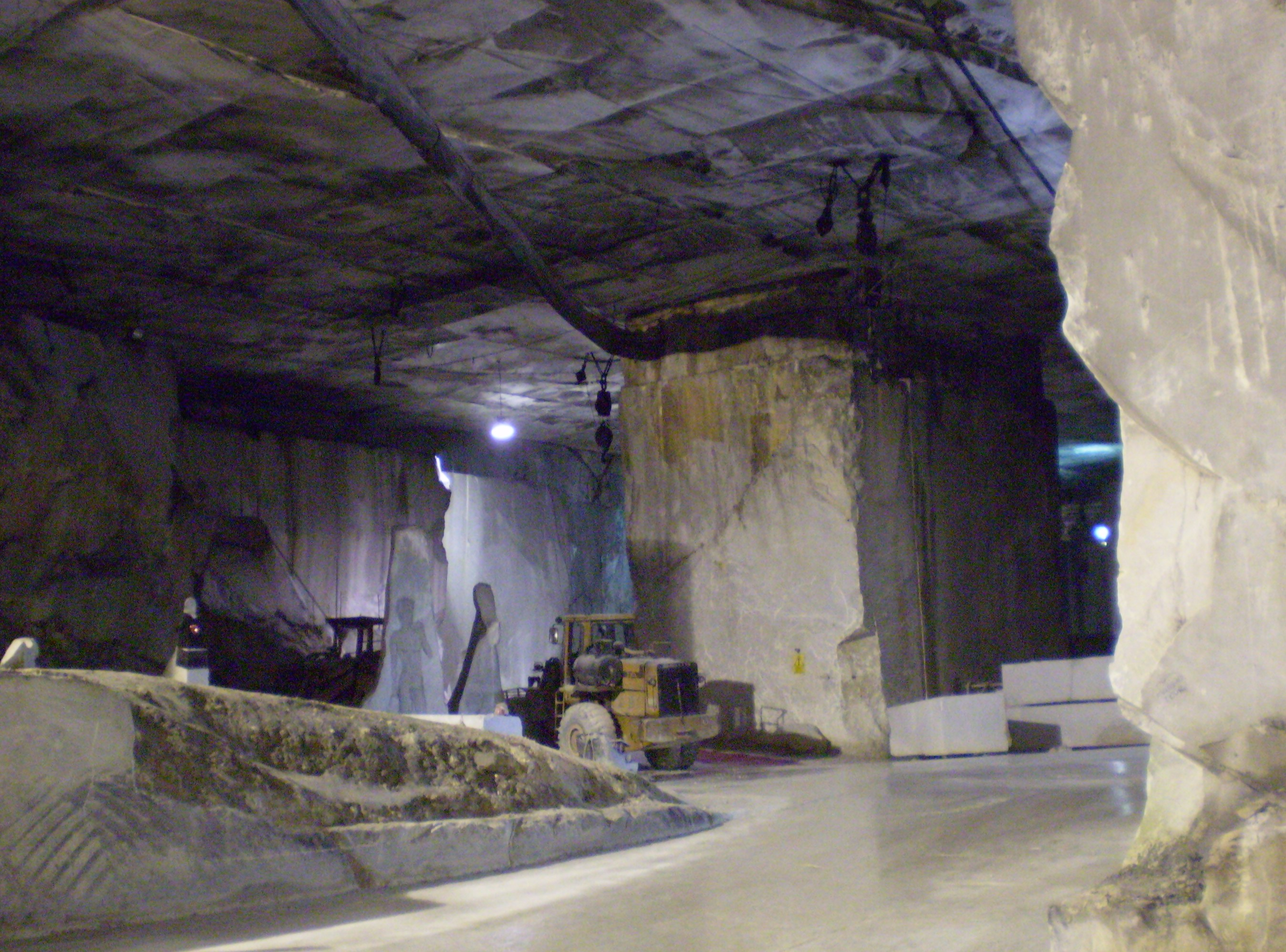
Công việc khai thác đá hoa trong mỏ đá ở Carrara, Ý.

Mỏ đá ở khu vực có mạch nước ngầm nông hoặc gần với mặt nước thường có vẫn đề kỹ thuật với hệ thống thoát nước. Thông thường nước được loại bỏ bởi hệ thống bơm khi mỏ đá đang được khai thác, nhưng với lượng dòng chảy vào lớn có thể đòi hỏi các phương pháp phức tạp. Ví dụ, mỏ đá Coquina được khai quật hơn 60 foot (18 m) dưới mực nước biển. Để giảm sự rò rỉ bề mặt, một con hào lót bằng đất sét đã được xây dựng xung quanh toàn bộ mỏ đá. Nước ngầm đi vào mỏ được bơm vào hào. Khi mỏ đá ở vị trí sâu hơn, dòng nước chảy vào thường tăng lên và việc bơm nước cao hơn để loại bỏ cũng đắt hơn; đây có thể trở thành yếu tố giới hạn độ sâu của mỏ đá. Có một số mỏ đá ngập nước cũng được khai thác bên dưới nước, bằng cách nạo vét.
Nhiều người và khu dân cư coi các mỏ đá là thứ vướng mắt và yêu cầu hủy bỏ bằng cách chỉ ra các vẫn đề với tiếng ồn, bụi và diện mạo của nó. Một trong những ví dụ có hiệu quả và nổi tiếng của việc xử lý mỏ đá ngừng hoạt động thành công là vườn Butchart ở Victoria, British Colombia, Canada.
Một vấn đề xa hơn là ô nhiễm đường sá từ xe tải chở đá. Để kiểm soát và kiềm chế sự ô nhiễm đường công cộng, hệ thống rửa bánh xe đang trở nên phổ biến hơn.

### Hồ mỏ đá
Nhiều mỏ đá tự nhiên được lấp đầu với nước sau khi bị bỏ hoang và trở thành hồ. Những loại khác trở thành bãi thải.
Mỏ đá lấp đầy nước có thể rất sâu, thường là 15 m hoặc lớn hơn, và chúng thường rất lạnh. Nước lạnh bất ngờ có thể làm cơ bắp người bơi lội suy yếu, nó cũng có thể gây ra sốc và thậm chí là hạ thân nhiệt. Mặc dù hồ mỏ đá thường rất trong, đá mỏ và vật kiệu bị bỏ hoang chìm dưới nước khiến cho việc lặn chở nên rất nguy hiểm. Có vài người chết đuối trong các mỏ đá mỗi năm. Tuy nhiên, rất nhiều mỏ đá ngừng hoạt động được chuyển đổi thành các địa điểm bơi an toàn.
Ở Việt Nam có hồ nước xanh ở Hải Phòng và hồ đá Thủ Đức là hồ mỏ đá.